# Give Me Everything
«Give Me Everything» — песня американского рэпера Питбуля, выпущенная 18 марта 2011 года в качестве второго сингла с его шестого студийного альбома Planet Pit (2011). В песне приняли участие R&B певец Ни-Йо, американская певица Найер и нидерландский диджей Афроджек, который был также продюсером песни и соавтором вместе с Мэттом Говархом, Питбулем и Ни-Йо. Rolling Stone описал её так: «клубная поп-песня с печальным припевом Ne-Yo».
В США «Give Me Everything» стала первой песней Питбуля, возглавившей хит-парад Billboard Hot 100. Она также возглавила чарты Британии. В дальнейшем песня достигла первой позиции в чартах Бельгии, Канады, Ирландии, Нидерландах, США и попала в топ-5 в 12 странах. Это был седьмой самый продаваемый цифровой сингл в 2011 году по всему миру с продажами 8.2 млн копий и одним из самых продаваемых за всю историю.

## Предпосылка и написание
После «Hey Baby (Drop It to the Floor)», выпущенного 21 июня 2011 года, «Give Me Everything» был вторым синглом с шестого студийного альбома Питбуля Planet Pit. Песня вышла в свет 18 марта 2011 года через J Records. Она была написана Питбулем, Ne-Yo и Afrojack (он же и продюсер) и спета ими совместно с Nayer.
Pitbull, Ne-Yo и Nayer исполнили песню во время Spring Break на MTV в 2011 году в Лас-Вегасе. Согласно Полу Грейну из Yahoo! Music, в песне скомбинировано несколько жанров: хип-хоп, поп и «бродвейская театральность» — что ярко выражено в повторении слова «tonight» (рус. сегодня ночью), и напоминает песню с таким же названием из мюзикла «Вестсайдская история» (1957). В тексте песни упомянуты компании Eastman Kodak и Macy's, а также телеведущий Райан Сикрест и актриса Линдси Лохан.

## Появление в чарте
Песня дебютировала в Billboard Hot 100 16 апреля 2011 года на 60 строке. На следующей неделе она достигла 17 позиции с продажами 112,000 копий: в результате яркой рекламы на iTunes Store спрос увеличился на 259 %. 26 июня 2011 песня возглавила Billboard Hot 100 после того, как провела на 2 строке четыре недели. Что стало для Питбуля, Afrojack и Nayer их первым хитом номер один в США и первым топовым синглом Ne-Yo в чарте со времен «So Sick» в 2006 году. В апреле 2013 года песня была распродана 4,681,000 цифровыми копиями в США.
16 апреля 2011 года песня вошла впервые в Canadian Hot 100 под 46 номером, с самым высоким дебютом на той неделе. Она поднялась до 26 позиции спустя две недели. Песня также дебютировала в Новой Зеландии на 10 строке, а также в чартах Ultratop в обоих бельгийских регионах: на 35 позиции во Фландрии и 42 в Валлонии. В Australian Singles Chart «Give Me Everything» дебютировала 14 в списке и поднялась до 5 строки на следующей неделе. Там же песня была сертифицирована платиновой по данным Australian Recording Industry Association. В Австрии и Франции песня дебютировала на 20 и 39 позиции соответственно. В Британии «Give Me Everything» дебютировала под 35 номером в UK Singles Chart 24 апреля 2011. На следующей неделе она поднялась выше на 10 строк и достигла 25. В последующие две недели она поднялась с 12 строки до 4. 22 мая 2011 года она подскочила до 1 строки, столкнув с пьедестала «The Lazy Song» певца Бруно Марса, тем самым став для Питбуля номером один в Великобритании.

## Отзывы критиков
Песня вызвала неоднозначное мнение у музыкальных критиков. Издание New Straits Times, опубликовало положительную рецензию и предрекло композиции успех на танцполах. В обзоре журнала NME Pitbull и песня были раскритикованы за смешение слишком большого количества различных элементов, не сочетающихся друг с другом как в тексте, так и в музыке. Обзор гласил так: «Так сколько же здесь недочетов? Что же, у вас неплохой вокал, что-то бормочущий о том, что нужно жить настоящим моментом. И у вас есть непонятный безсвязный бред, который звучит так, как будто муха попала в сперму и противно жужжит».

## Конфликт
22 августа 2011 года Линдси Лохан подала в суд на Питбуля, Ни-Йо и Афроджека, заявив, что в песне есть строка, ссылающаяся на неё. Суд решил, что использование её имени было защищено Первой Поправкой, и что её едва ли даже упомянули в песне. В результате Pitbull выиграл суд.

## Видеоклип
Клип был выпущен на официальном канале Питбуля VEVO 6 мая 2011 года. Его режиссёром стал Дэвид Руссо. В съёмках приняла участие Мисс Гаити 2010 Сародж Бертин, бывшая участница группы Girlicious Натали Мехия, вокалистка группы The Cheetah Girls, Адриэн Бейлон и русская модель Ева Ская. Съёмки клипа проходили в лос-анджелесовской гостинице Alexandria Hotel. «Give Me Everything» — второй самый просматриваемый и отмеченный лайками клип Питбуля после «Rain Over Me».

## Список композиций
| - Цифровая дистрибуция 1. «Give Me Everything» (featuring Ne-Yo, Afrojack and Nayer) — 4:16 - Цифровая дистрибуция — ремиксы 1. «Give Me Everything» (Afrojack Remix) (featuring Ne-Yo, Afrojack and Nayer) — 5:40 2. «Give Me Everything» (Sidney Samson Remix) (featuring Ne-Yo, Afrojack and Nayer) — 6:35 3. «Give Me Everything» (Apster Remix) (featuring Ne-Yo, Afrojack and Nayer) — 5:50 4. «Give Me Everything» (Alvaro Remix) (featuring Ne-Yo, Afrojack and Nayer) — 6:01 5. «Give Me Everything» (R3hab Remix) (featuring Ne-Yo, Afrojack and Nayer) — 5:30 6. «Give Me Everything» (Adam F Dutch Step Remix) (featuring Ne-Yo, Afrojack and Nayer) — 4:39 7. «Give Me Everything» (Bingo Players Remix) (featuring Ne-Yo, Afrojack and Nayer) — 4:54 8. «Give Me Everything» (Jump Smokers Club Mix) (featuring Ne-Yo, Afrojack and Nayer) — 6:06 9. «Give Me Everything» (Marc Kinchen MK Dub Mix) (featuring Ne-Yo, Afrojack and Nayer) — 5:06 | - CD сингл 1. «Give Me Everything» (Album Version) (featuring Ne-Yo, Afrojack and Nayer) — 4:16 2. «Give Me Everything» (Afrojack Remix) (featuring Ne-Yo, Afrojack and Nayer) — 5:41 - Немецкий CD сингл 1. «Give Me Everything» (featuring Ne-Yo, Afrojack and Nayer) — 4:16 2. «Hey Baby (Drop It to the Floor)» (AJ Fire Remix) (featuring T-Pain) — 4:23 - Немецкий CD макси сингл 1. «Give Me Everything» (featuring Ne-Yo, Afrojack and Nayer) — 4:16 2. «Give Me Everything» (Afrojack Remix) (featuring Ne-Yo, Afrojack and Nayer) — 5:41 3. «Give Me Everything» (Jump Smokers Radio Mix) (featuring Ne-Yo, Afrojack and Nayer) — 5:25 4. «Give Me Everything» (R3hab Remix) (featuring Ne-Yo, Afrojack and Nayer) — 5:31 5. «Give Me Everything» (Sidney Samson Remix) (featuring Ne-Yo, Afrojack and Nayer) — 6:35 |

## Создатели
- Pitbull — автор песен
- Afrojack — автор песен, продюсер, клавиши, программное обеспечение, запись
- Ne-Yo — автор песен
- Nayer — автор песен
- Майк «ТракГуру» Джонсон — записывание вокала Ne-Yo
- Мэнни Маррокуин — микширование
- Эрик Мадрид — ассистент по микшированию
- Крис Галланд — ассистент по микшированию
- Дариус Браун — управляющий по микшированию

Источник:

## Чарты
| Чарт (2011)                                    | Лучшая позиция |
| ---------------------------------------------- | -------------- |
| Australia (ARIA)                               | 2              |
| Австрия (Ö3 Austria Top 40)                    | 2              |
| Бельгия/Фландрия (Ultratop 50)                 | 1              |
| Бельгия/Валлония (Ultratop 50)                 | 1              |
| Brazil (Billboard Hot 100 Airplay)             | 13             |
| Brazil (Billboard Hot Pop & Popular)           | 7              |
| Canada (Canadian Hot 100)                      | 1              |
| Chile (Top 20 Chart)                           | 4              |
| Чехия (Rádio — Top 100)                        | 3              |
| Дания (Tracklisten)                            | 2              |
| Финляндия (Suomen virallinen lista)            | 7              |
| Франция (SNEP)                                 | 2              |
| Германия (GfK)                                 | 2              |
| Greece Digital Songs (Billboard)               | 3              |
| Венгрия (Dance Top 40)                         | 3              |
| Венгрия (Rádiós Top 40)                        | 1              |
| Ирландия (IRMA)                                | 1              |
| Израиль (Media Forest)                         | 4              |
| Italy (FIMI)                                   | 4              |
| Япония (Billboard Japan Hot 100)               | 5              |
| Lebanon (The Official Lebanese Top 20)         | 2              |
| Luxembourg Digital Songs (Billboard)           | 1              |
| Mexican Airplay Chart (Billboard International | 1              |
| Mexico Top 20 Inglés (Monitor Latino)          | 1              |
| Нидерланды (Dutch Top 40)                      | 1              |
| Нидерланды (Single Top 100)                    | 2              |
| Новая Зеландия (Recorded Music NZ)             | 2              |
| Норвегия (VG-lista)                            | 3              |
| Польша (Polish Airplay Top 100)                | 3              |
| Польша (Dance Top 50)                          | 2              |
| Romania (UPFR)                                 | 1              |
| Румыния (Romanian Radio Airplay)               | 1              |
| Шотландия (OCC Scotland)                       | 1              |
| Словакия (Rádio — Top 100)                     | 2              |
| South Korea International Singles (Gaon)       | 84             |
| Испания (PROMUSICAE)                           | 2              |
| Швеция (Sverigetopplistan)                     | 2              |
| Швейцария (Schweizer Hitparade)                | 2              |
| Великобритания (OCC UK Singles)                | 1              |
| США (Billboard Hot 100)                        | 1              |
| США (Billboard Adult Pop Airplay)              | 19             |
| США (Billboard Dance Club Songs)               | 14             |
| США (Billboard Hot Latin Songs)                | 1              |
| США (Billboard Hot R&B/Hip-Hop Songs)          | 79             |
| США (Billboard Hot Rap Songs)                  | 4              |
| США (Billboard Pop Airplay)                    | 1              |
| США (Billboard Rhythmic)                       | 1              |

| Чарт (2011)                          | Позиция  |
| ------------------------------------ | -------- |
| Australia (ARIA)                     | 7        |
| Austria (Ö3 Austria Top 40)          | 7        |
| Canada (Canadian Hot 100)            | 4        |
| Denmark (Tracklisten)                | 18       |
| France (SNEP)                        | 7        |
| Germany (Media Control AG)           | 9        |
| Greece (IFPI)                        | 46       |
| Hungary (Rádiós Top 40)              | 4        |
| Italy (FIMI)                         | 14       |
| Japan (Japan Hot 100)                | 35       |
| New Zealand (RIANZ)                  | 8        |
| Poland (Dance Top 50)                | 6        |
| Romania (Romanian Top 100)           | 6        |
| Switzerland (Schweizer Hitparade)    | 8        |
| Spain (PROMUSICAE)                   | 5        |
| Spain (Spanish Top 20 TV)            | 10       |
| Spain (Spanish Top 20 Airplay)       | 2        |
| UK Singles (Official Charts Company) | 6        |
| US Billboard Hot 100                 | 5        |
| US Pop Songs                         | 2        |
| US Latin Songs                       | 5        |
| Chart (2012)                         | Position |
| Hungary (Rádiós Top 40)              | 91       |

## Сертификации
| Регион | Сертификация  | Продажи   |
| --- | ------------- | --------- |
| Австралия (ARIA) | 6× Платиновый | 420 000^  |
| Австрия (IFPI Austria) | Платиновый    | 30 000*   |
| Бельгия (BEA) | Платиновый    | 30 000*   |
| Канада (Music Canada) | 7× Платиновый | 560 000*  |
| Дания (IFPI Danmark) | Платиновый    | 30 000^   |
| Дания (IFPI Danmark) · Streaming | Платиновый    | 100 000   |
| Финляндия (Musiikkituottajat) | Золотой       | 5,646     |
| Германия (BVMI) | 3× Золотой    | 450 000^  |
| Италия (FIMI) | 2× Платиновый | 60 000*   |
| Япония (RIAJ) | Золотой       | 100 000*  |
| Мексика (AMPROFON) | 2× Платиновый | 120 000*  |
| Новая Зеландия (RMNZ) | 2× Платиновый | 30 000*   |
| Норвегия (IFPI Norway) | 7× Платиновый | 70 000*   |
| Испания (PROMUSICAE) | Платиновый    | 40 000*   |
| Швеция (GLF) | 5× Платиновый | 200 000   |
| Швейцария (IFPI Switzerland) | 2× Платиновый | 60 000^   |
| Великобритания (BPI) | 3× Платиновый | 1 800 000 |
| США (RIAA) | 8× Платиновый | 8 000 000 |
| * Данные о продажах приведены только на основе сертификации. · ^ Данные о тиражах приведены только на основе сертификации. · Данные о продажах + прослушиваниях приведены только на основе сертификации. · Данные только о прослушиваниях приведены на основе сертификации. |               |           |

## Хронология релизов
| Страна         | Дата           | Формат                     |
| -------------- | -------------- | -------------------------- |
| США            | 22 марта 2011  | Digital download           |
| США            | 16 апреля 2011 | Contemporary hit radio     |
| Германия       | 22 апреля 2011 | CD сингл                   |
| Великобритания | 3 июня 2011    | Digital download — remixes |
| США            | 3 июня 2011    | Digital download — remixes |
| Германия       | 24 июня 2011   | CD макси-сингл             |